# Wigbert van Rathmelsigi

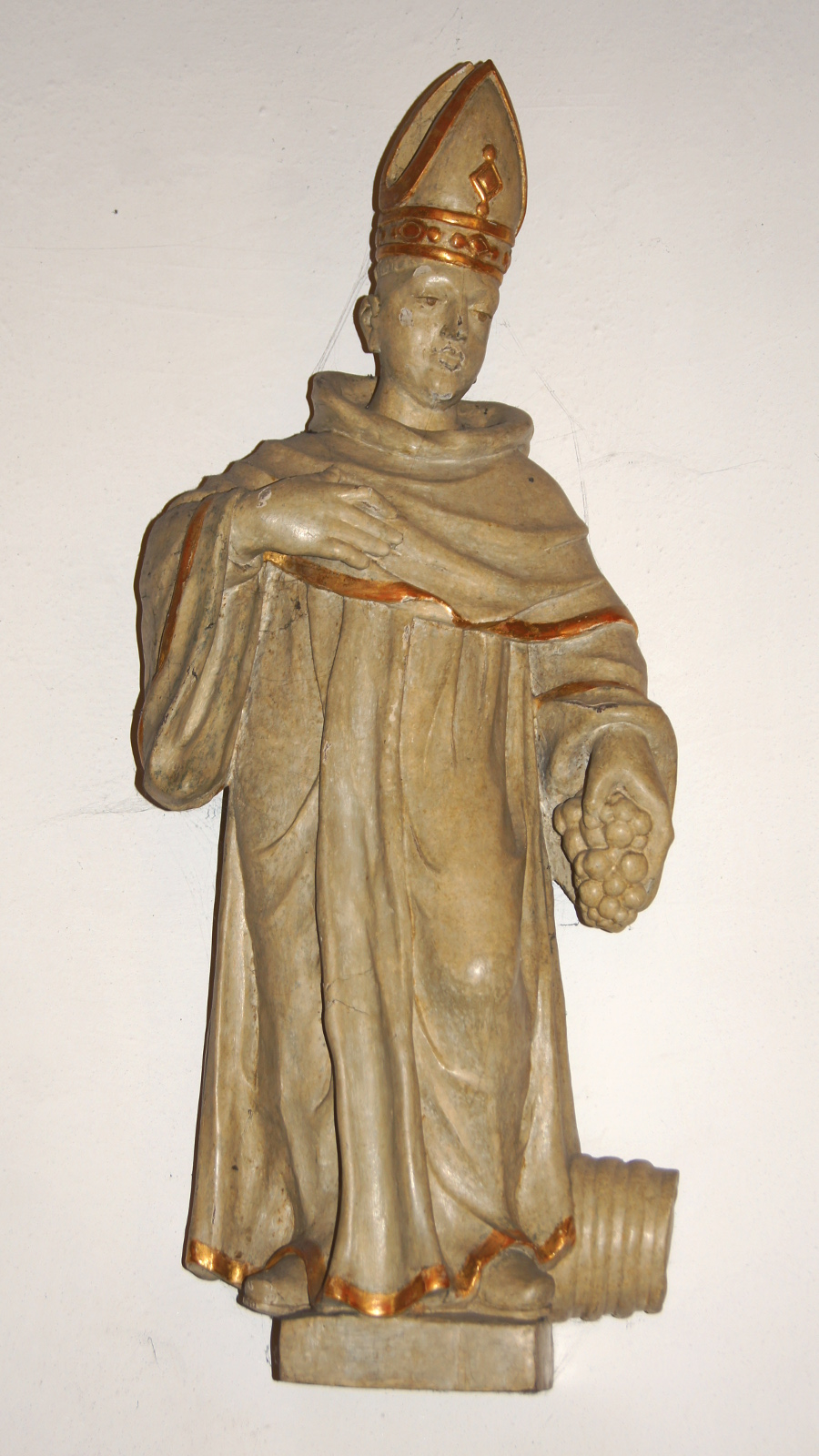
Wigbert van Rathmelsigi

Wigbert van Rathmelsigi, of Sint-Wigbertus, was een benedictijner monnik die in de zevende eeuw het Evangelie predikte in de Lage Landen. 

## Leven
Op aansporing van abt Egbert van Rathmelsigi predikte hij onder de Friezen, waarschijnlijk rond het jaar 686. Wegens de aanhoudende strijd tussen de Friezen en de Franken moest hij zijn arbeid echter beëindigen en naar Ierland terugkeren, waar hij enkele jaren later is gestorven.
Met Sint-Egbertus is hij de leraar geweest van Sint-Willibrord, die in 691 met meer zichtbaar succes het werk van Wigbert weer heeft opgepakt.

## Verering
Zijn gedenkdag is op 12 april. Hij moet niet verward wprden met zijn naamgenoot Sint-Wigbert van Fritzlar.